# 杉村透海
杉村 透海（すぎむら とうみ。2006年〈平成18年〉4月21日生まれ。）は、日本の元子役。元劇団ひまわり所属。

## 略歴
2006年4月21日、東京の地に生誕。
2015年、劇団ひまわりに入団。ここから、本格的に子役としての活動の場を広げる。
2016年、『雪の女王』にて、妖精A役でミュージカルデビュー。
同年6月、ミュージカル『忍たま乱太郎』第七段にもきり丸として出演。
2019年、勉学の道に専念するため、劇団ひまわりを退所

## 出演作品
- 太鼓の達人PS4版　CM
- ミュージカル忍たま乱太郎　きり丸役
- DVD（機内版）ボスベイビー　ティム役
- ファインディングドリー　カニ役
- 青春ドラマアドベンチャー　幼少期役
- ハーレーはど真ん中　ジョシュ役
- 青春ラジオアドベンチャー　多数出演
- 雪の女王　妖精A役